# Gorges de Selja
Pour les articles homonymes, voir Selja.
Les gorges de Selja (arabe : حلق الثالجة) sont une vallée encaissée de plusieurs kilomètres, où coule l'oued Selja, située entre les villes de Métlaoui et Redeyef (ouest de la Tunisie). En 2009, elles sont classées comme une réserve naturelle.

Carte du tracé ferroviaire à travers les gorges de Selja.

Le lit de cet oued est très sinueux et encadré de falaises abruptes d'une hauteur approchant la dizaine de mètres. Les gorges constituent un passage privilégié vers les mines de phosphates de la région de Métlaoui. Une voie de chemin de fer y est construite par la Compagnie des phosphates et des chemins de fer de Sfax-Gafsa en 1896 pour servir à la circulation des trains évacuant le phosphate.
De nos jours, c'est surtout pour l'attrait touristique que représente ce paysage naturel unique en Tunisie que sont connues les gorges de Selja. En effet, un train touristique, le Lézard rouge, organise un circuit quotidien au départ de Métlaoui. Le train marque plusieurs arrêts, notamment un arrêt avec descente au lieu le plus large des gorges qui constitue un cirque naturel.
Les gorges sont désignées site Ramsar sous le nom de « Gorges de Thelja » le 2 février 2012.

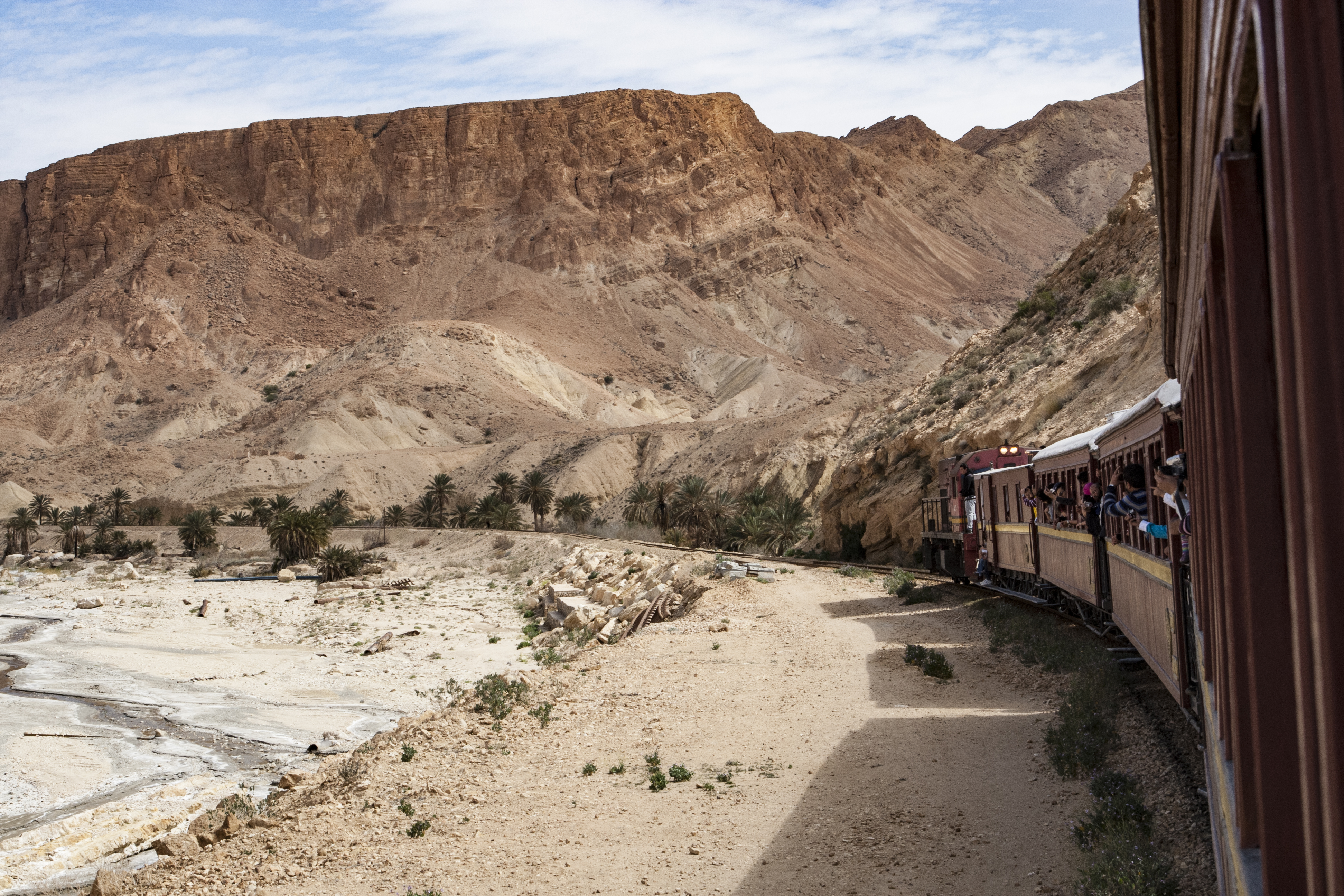
Le Lézard rouge à travers les gorges.
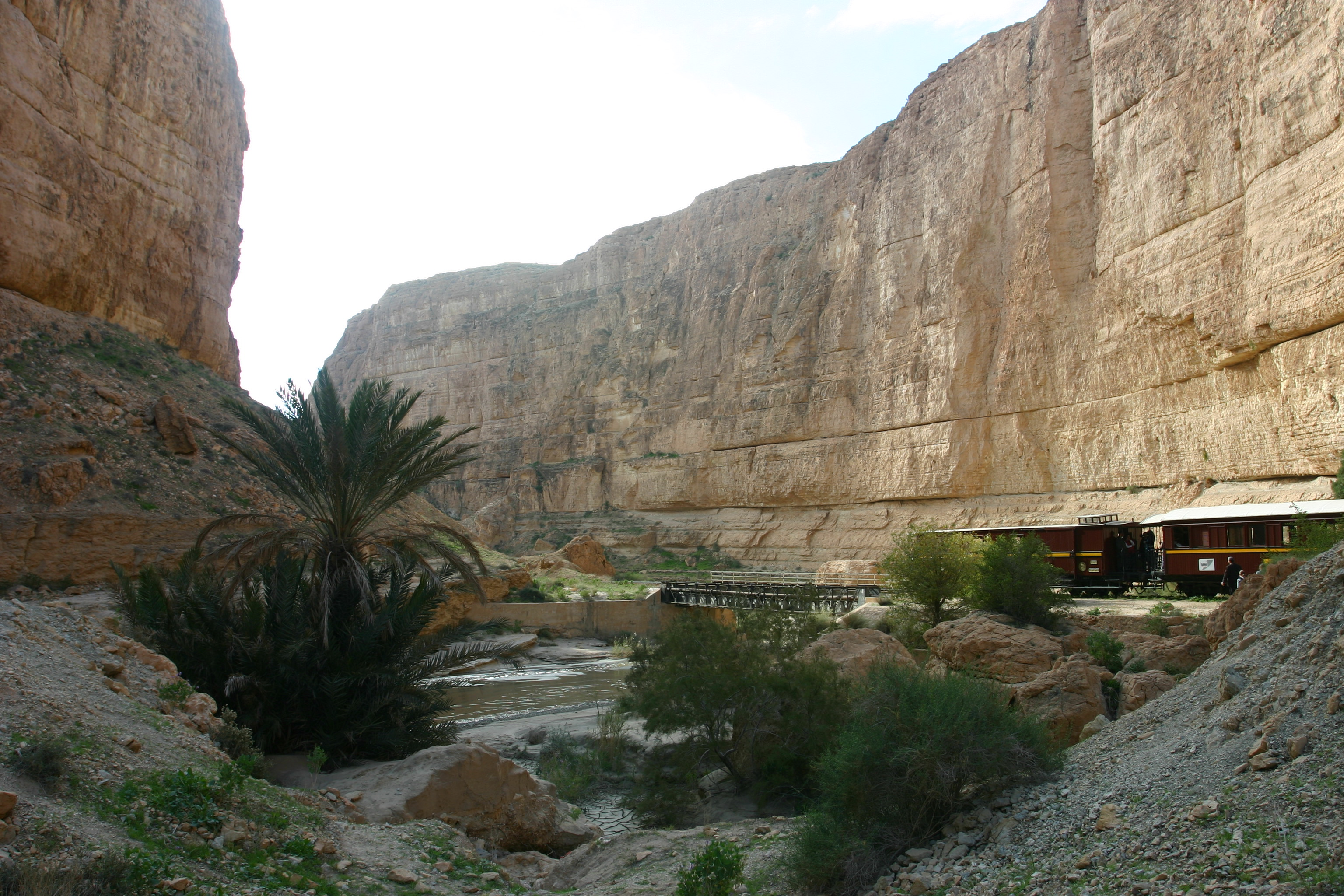
Lit de l'oued au milieu des gorges.
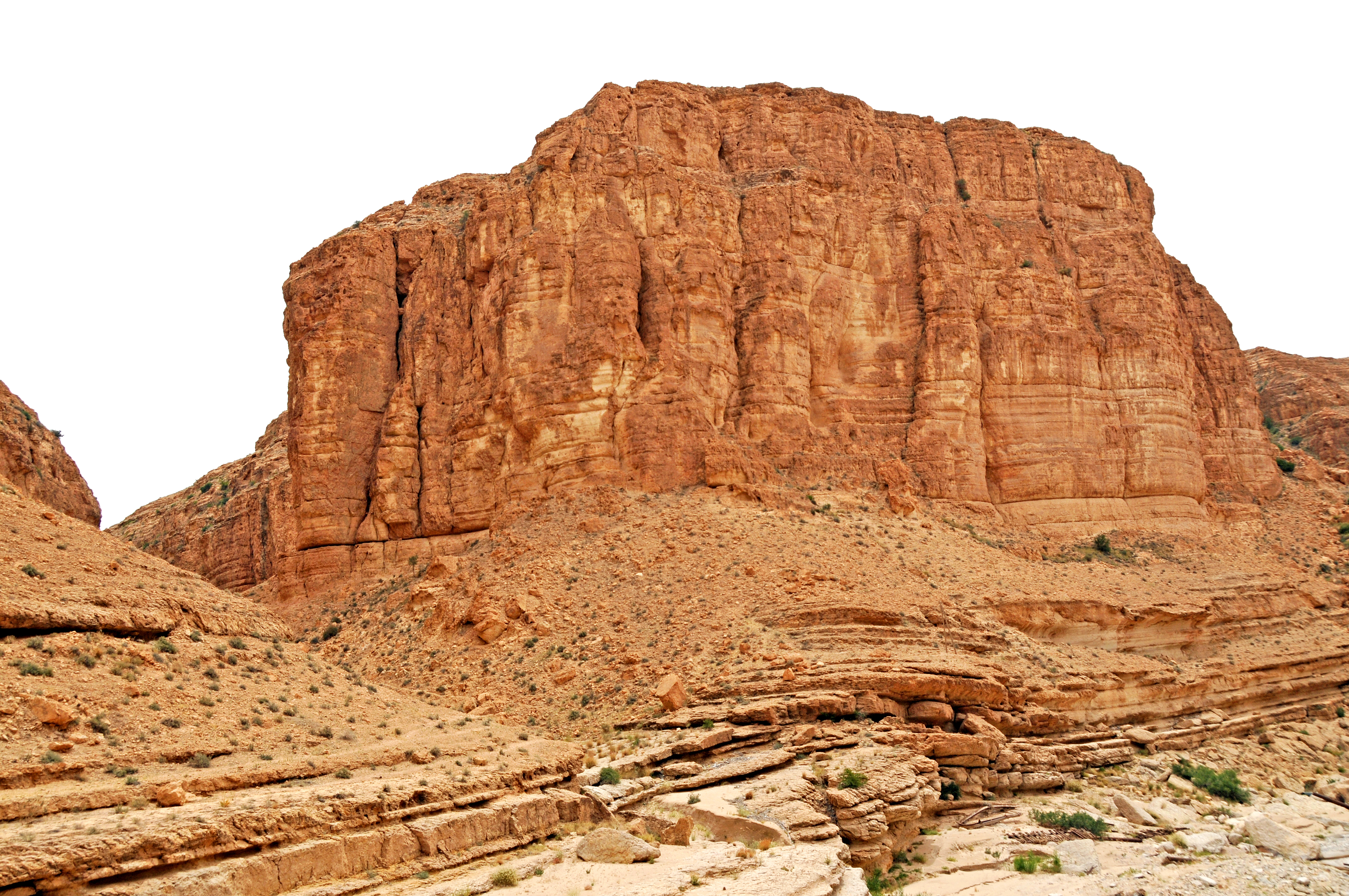
Gorges en 2012.
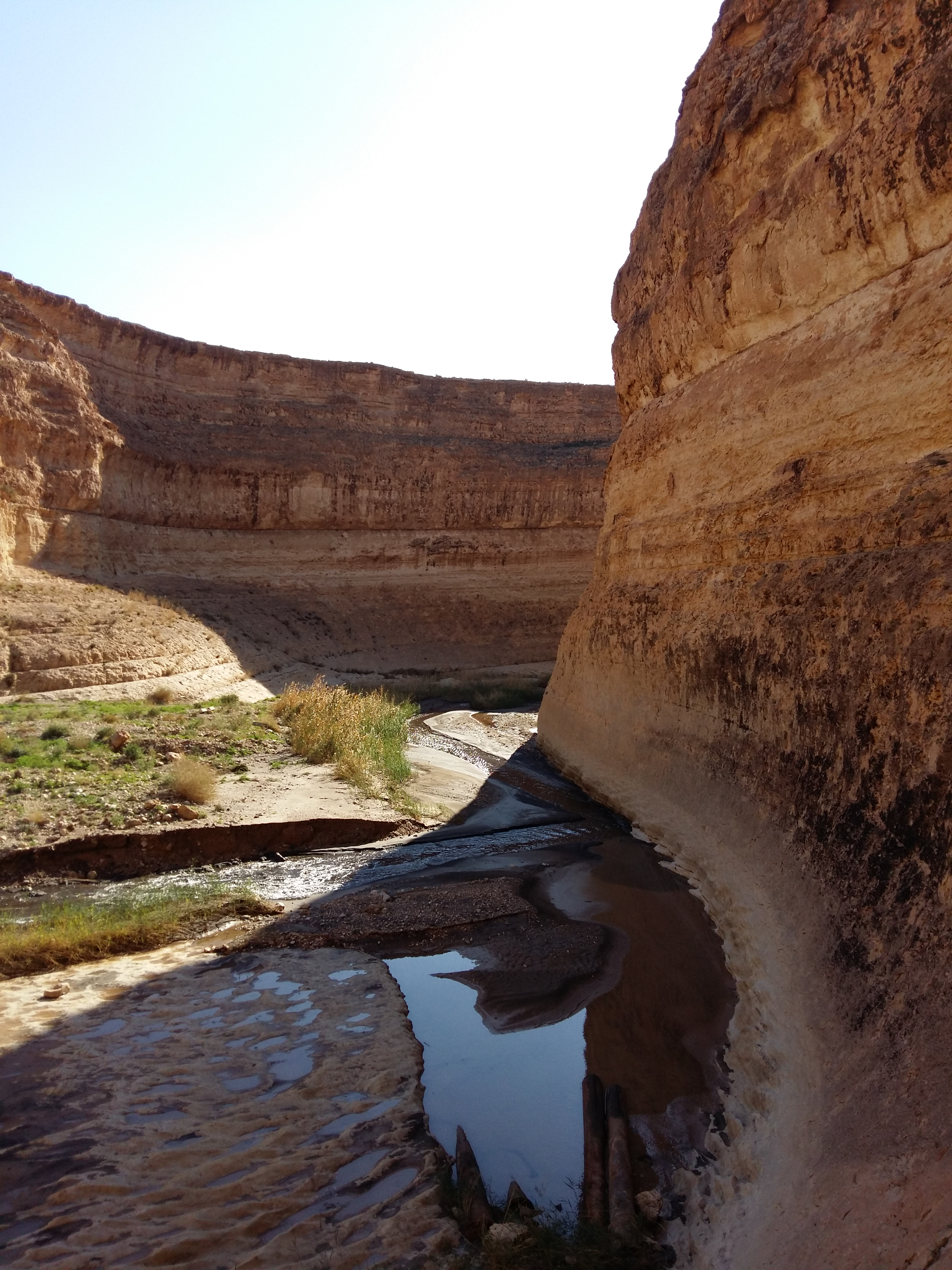
Gorges en 2016.